# Eugen von Selchow
Friedrich Wilhelm Eugen von Selchow (* 14. Juli 1828 in Breslau; † 12. November 1897 in Rudnik) war ein deutscher Verwaltungsbeamter, Parlamentarier und Rittergutsbesitzer.

## Leben
Eugen von Selchow studierte an der Ruprecht-Karls-Universität Heidelberg und der Friedrichs-Universität Halle. 1848 wurde er Mitglied des Corps Saxo-Borussia Heidelberg. Noch im selben Jahr schloss er sich dem Corps Marchia Halle an. Von 1852 bis 1869 war er Landrat im Kreis Ratibor. Von Selchow besaß das Rittergut Rudnik. Von 1862 bis 1863 gehörte er als Mitglied der Konservativen Partei dem Preußischen Abgeordnetenhaus an. Er war verheiratet mit Helene von Henning.

## Ehrungen
- 1863: Roter Adlerorden IV. Klasse[3]
- 1869: Roter Adlerorden III. Klasse mit der Schleife[3]
- 1870: Geheimer Regierungsrat[3]